# Arnaud des Pallières
Arnaud des Pallières (Parigi, 1º dicembre 1961) è un regista e sceneggiatore francese.
Il suo film Michael Kohlhaas è stato presentato in concorso al Festival di Cannes 2013.

## Filmografia parziale
- Drancy Avenir (1997)
- Adieu (2003)
- Parc (2009)
- Diane Wellington (cortometraggio) (2010)
- Poussières d'Amérique (2011)
- Michael Kohlhaas (2013)
- Quattro vite (Orpheline) (2016)